# Pavel Trombik
Pavel Trombik (2. října 1904 – ???) byl český a československý politik Komunistické strany Československa a poúnorový poslanec Národního shromáždění ČSR.

## Biografie
V roce 1948 se uvádí jako učitel, bytem Český Těšín.
Ve volbách roku 1948 byl zvolen do Národního shromáždění za KSČ ve volebním kraji Ostrava. V parlamentu zasedal do konce funkčního období, tedy do voleb roku 1954.